# Lambro insignis
Lambro insignis är en svampart som beskrevs av Racib. 1900. Lambro insignis ingår i släktet Lambro, ordningen Diaporthales, klassen Sordariomycetes, divisionen sporsäcksvampar och riket svampar.   Inga underarter finns listade i Catalogue of Life.